# Jorge Posada
Pour les articles homonymes, voir Posada (homonymie).
Jorge Rafael Posada Villeta (né le 17 août 1970 à Santurce, Porto Rico) est un receveur portoricain de baseball qui joue 17 saisons dans la Ligue majeure de baseball, toutes avec les Yankees de New York. 
Il a commencé sa carrière avec les Yankees le 4 septembre 1995,  la même saison que Derek Jeter. Il lance de la main droite et peut frapper des deux côtes du marbre. Il a été sélectionné 4 fois dans l'équipe des étoiles de la Ligue américaine et a gagné 4 fois le Prix Silver Slugger du meilleur frappeur au poste de receveur. 
Sa meilleure saison fut en 2003 quand il a frappé avec une moyenne de 0,281 avec 30 circuits, 101 points produits et un pourcentage de présences sur les buts de 0,405. Il a fini 3e lors du vote pour le meilleur joueur. Il a attrapé le match parfait de David Wells en 1998.
Ses performances en séries éliminatoires sont moins bonnes qu'en saison régulière. Sa moyenne au bâton n'est que 0,241 en comparaison avec 0,276 pour la saison normale, avec 31 points produits en 94 parties. Malgré ça, il a gagné la Série mondiale à quatre reprises et la Ligue américaine six fois avec les Yankees. 
Il cède en 2011 son poste de receveur des Yankees à Russell Martin et remplit le rôle de frappeur désigné. Il annonce sa retraite de joueur le 24 janvier 2012.
Le 22 août 2015, le numéro 20 qu'a porté Posada durant sa carrière sera retiré par les Yankees lors d'une cérémonie au Yankee Stadium.

## Honneurs
- Vainqueur de la Série mondiale (Yankees de New York): 1998, 1999, 2000, 2009
- Champion de la Ligue américaine: 1998, 1999, 2000, 2001, 2003, 2009
- Prix Silver Slugger (receveur): 2000, 2001, 2002, 2003
- Équipe des étoiles: 2000, 2001, 2002, 2003, 2007